# Kulcha
La Kulcha ((HI)  कुलचा; (PA)  ਕੁਲਚਾ: kulcā) è un tipo di pane panjabi a base di farina maida. Molto popolare in India e Pakistan, viene solitamente consumata assieme al chole masala.

## Diffusione

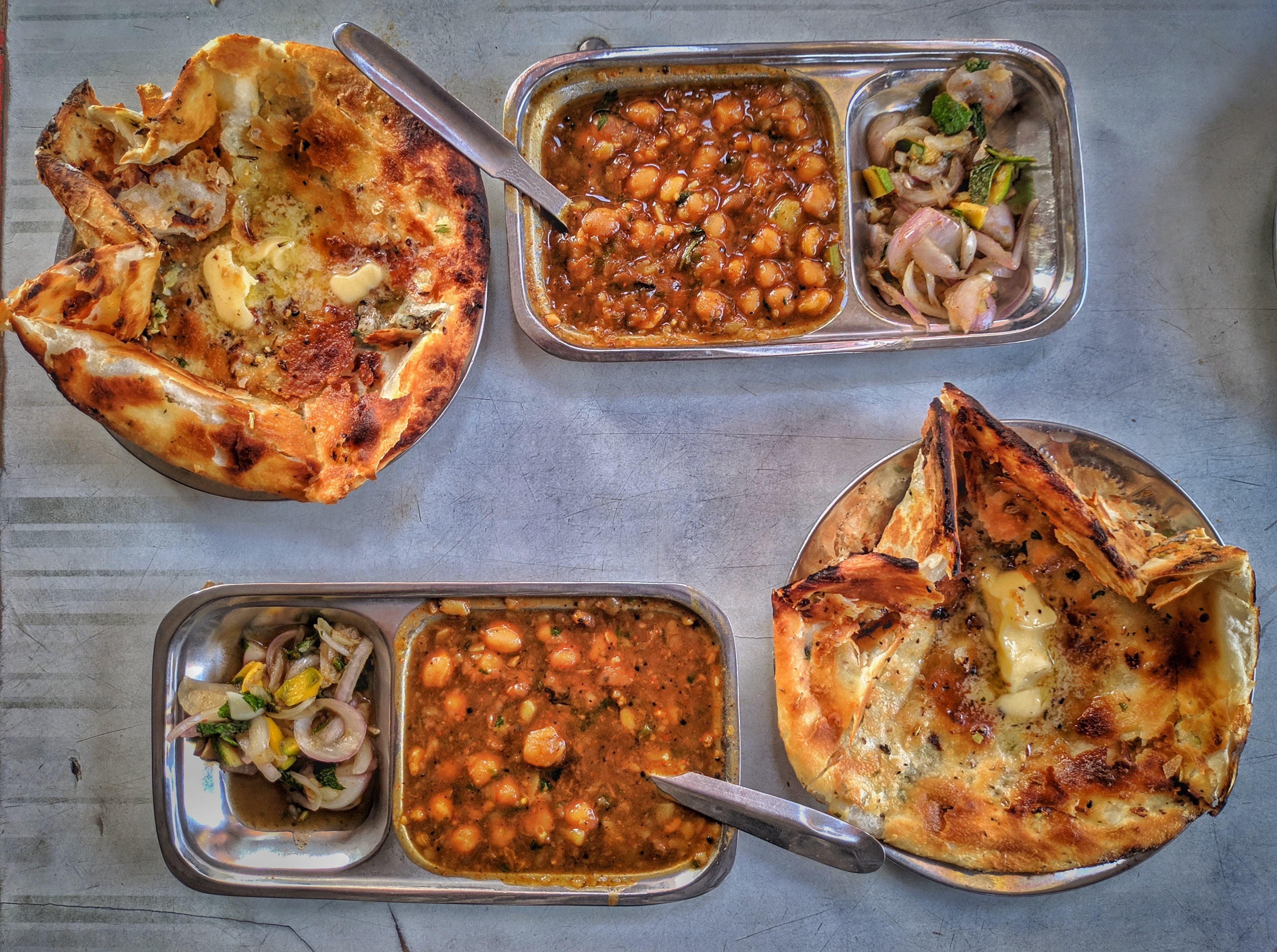
Kulcha servita con ceci stufati

La kulcha è tipica della cucina punjabi, originaria della regione del Punjab. Amritsar, una delle città più grandi dello stato federato indiano del Punjab è noto infatti per i locali Amritsari kulchas o Amritsari naan.

## Preparazione
La preparazione di questo pane prevede un impasto a base di farina maida miscelato a patate, cipolle e spezie miste, per poi essere steso e tirato con le mani. L'impasto è identico a quello utilizzato per cucinare la bhatura, altro pane tipico, ma a differenza di quest'ultimo la kulcha non viene fritta ma cotta in un forno a legna o a gas. Una volta cotto il pane viene cosparso di burro ghee e può essere consumato assieme ad un tipico curry, ad esempio il chana masala a base di ceci.